# Literaturalmanach Metropol
Im Jahr 1979 stellten die Schriftsteller Wassili Aksjonow, Andrei Bitow, Fasil Iskander, Wiktor Jerofejew und Jewgeni Popow einen Literaturalmanach zusammen, in dem sie Texte von anerkannten Schriftstellern mit solchen von noch relativ unbekannten Autoren aus dem „Untergrund“ kombinieren wollten. Der Almanach sollte über die Entwicklungen in der Literatur der Metropole Moskau informieren – daher der Name.

## Geschichte
Gemeinsam war den 23 Autoren neben ihrer literarischen Begabung, dass niemand von ihnen mit der sowjetischen Macht sympathisierte. Von Genre und Stil her waren die Texte bunt gemischt. Unter anderem sollte hier zum ersten Mal eine größere Auswahl von Liedtexten des berühmten Sängers Wladimir Semjonowitsch Wyssozki publiziert werden.
Zu den Autoren des Almanachs gehören, in der Reihenfolge ihrer Beiträge: Bella Achmadulina,  Pjotr Koschewnikow, Jewgenij Rein, Jewgeni Popow, Wladimir Wyssozki, Friedrich Gorenstein, Inna Lisnjanskaja, Semjon Lipkin, Andrei Bitow, Andrej Wosnessenski, Jus Aleschkowski, Fasil Iskander, Boris Wachtin, Genrich Sapgir, Arkadi Arkanow, Wiktor Jerofejew, Juri Kublanowski, John Updike, Wassili Aksjonow, Mark Rosowski, Wassili Rakitin, Viktor Trostnikow, Leonid Batkin.
Was als literarisches Unternehmen geplant war, wurde zu einem der großen Skandale in der russischen Literaturgeschichte. Der Almanach sollte zuerst in zwölf von den Autoren selbst zusammengestellten und -geklebten Exemplaren im Eigenverlag (Samisdat) herausgegeben und dann an die Agentur für Autorenrechte (WAAP) und den Staatsverlag Goskomisdat weitergegeben werden. Außerdem wollten sie ihn am 21. Januar 1979 im Rahmen einer Vernissage in einem Café präsentieren.
An diesem Tag wurde der Häuserblock um das Café abgeriegelt, das Lokal selbst – angeblich wegen dort entdeckter Schaben – geschlossen.
Doch bereits am Vortag der Vernissage begann mit einer Vorstandsversammlung des Schriftstellerverbandes eine monatelange Kampagne, in der die Herausgeber systematisch von ihren systemtreuen Schriftstellerkollegen denunziert und beschimpft wurden. Ihre Literatur wurde als „Pornographie des Geistes“, der Almanach als politische Provokation bezeichnet. Man sah in Aksjonow, der von allen damals literarisch bereits am stärksten etabliert war, den von der CIA gelenkten Drahtzieher der Aktion.
Da sie sich trotz wiederholter Aufforderungen und Vorladungen nicht vom Almanach lossagen und öffentlich bereuen wollten, wurden Jerofejew und Popow schließlich aus dem Schriftstellerverband ausgeschlossen, was damals so viel wie den „literarischen Tod“ bedeutete. Jerofejews Vater verlor seine Stelle als hoher Diplomat in Wien. Nach Ansicht Jerofejews hätte die Sache für sie wesentlich schlimmer – nämlich im Straflager – enden können, hätten sie nicht die öffentliche Unterstützung sowjetischer und amerikanischer Schriftstellerkollegen gehabt: die Amerikaner Kurt Vonnegut, William Styron, John Updike, Arthur Miller und Edward Albee setzten sich in einem am 12. August 1979 in der New York Times veröffentlichten Telegramm für die Metropol-Herausgeber ein, in der Sowjetunion schrieben Wassili Aksjonow, Andrei Bitow, Fasil Iskander, Inna Lisnjanskaja, Semjon Lipkin und Bella Achmadulina, die alle auch am Almanach mitgewirkt hatten, Protestbriefe. Aksjonow, Lisnjanskaja und Lipkin traten aus Solidarität aus dem Schriftstellerverband aus, Aksjonow ging auf Einladung einer dortigen Universität in die USA, und ihm wurde die sowjetische Staatsbürgerschaft aberkannt. Die anderen folgten der Bitte Popows und Jerofejews nicht auszutreten.
Der Almanach wurde bald darauf im amerikanischen Verlag Ardis auf Russisch herausgegeben und erschien dann übersetzt in den USA und in Frankreich.
Heute ist der Almanach Metropol nicht nur wegen seiner Geschichte, sondern auch wegen der Texte ein Denkmal der russischen Literaturgeschichte. Vor einigen Jahren gab ihn Viktor Jerofejew in einer Reihe von Anthologien zur russischen Literatur neu heraus.

„Metropol erwies sich als Röntgenapparat, der die ganze Gesellschaft durchleuchtete. Wir sahen die Macht aus der Nähe: sie raste nicht mehr wie einst auf ihrem ideologischen Bulldozer vorwärts, sie kroch kaum noch – altersschwach, degeneriert, im Verfall – doch gleichzeitig bereit alles Lebendige zu vernichten, damit es sie nur nicht hindert in Ruhe fertig zu faulen.

Und dennoch zeigte das ganze Epos um den Almanach, dass es möglich war sich dieser Macht zu widersetzen, und dass es notwendig war. Mehr noch – es wurde klar, wie man sich ihr widersetzen kann.“